# Головохоботні
Головохо́ботні (Cephalorhyncha, Scalidophora) — надтип двобічно-симетричних тварин, який об'єднує 3 типи. Тіло поділене на тулуб та головний відділ (хобот), який здатний вкручуватись всередину тіла. На кінці інтроверта є ротовий конус, який обмежовує ротовий отвір. Тіло вкрите кутикулою або ж панциром. Центральна нервова система інтраепітеліальна, складається з навкологлоткового кільця та черевного нервового стовбура. Епітеліально-мускульний мішок складається з поздовжніх та кільцевих м'язів. Порожнина тіла не має епітеліальної вистилки, може редукуватись або заповнюватись паренхімою. Кишківник наскрізний. Видільна система протонефридіального типу або ж відсутня. Ділення рівномірне, не спіральне, в розвитку кишківника спостерігається вторинна порожнина (рот проривається незалежно від бластопори, на місці якого формується анальний отвір).